# Pseudoceratoppia mariannae
Pseudoceratoppia mariannae är en kvalsterart som beskrevs av J. och P. Balogh 1983. Pseudoceratoppia mariannae ingår i släktet Pseudoceratoppia och familjen Ceratoppiidae. Inga underarter finns listade i Catalogue of Life.